# جزیره سائو میگوئل
جزیره سائو میگوئل (به پرتغالی: Ilha de São Miguel) یک منطقهٔ مسکونی در پرتغال است که در آزور واقع شده‌است. جزیره سائو میگوئل ۷۴۴٫۵۵ کیلومتر مربع مساحت و ۱۳۷٬۸۳۰ نفر جمعیت دارد.